# بريسخيوس إميوجيراي
بريسخيوس إميوجيراي (21 مارس 1983 بلاغوس في نيجيريا - ) هو لاعب كرة قدم سنغافوري في مركز قلب الدفاع. شارك مع منتخب سنغافورة لكرة القدم. أما مع النوادي، فقد لعب مع برسيجا جاكارتا ونادي سريويجايا ونادي هوم يونايتد ووودلاندز ويلينغتون ويانج لايونز وPersiba Balikpapan ‏ ونادي غومباك يونايتد وPersidafon Dafonsoro ‏ وJurong FC ‏ وSPA F.C. ‏.

## وصلات خارجية
- بريسخيوس إميوجيراي على موقع الاتحاد الدولي (مؤرشف)  (الإنجليزية)
- بريسخيوس إميوجيراي على موقع قاعدة بيانات كرة القدم.إي يو (الإنجليزية)
- بريسخيوس إميوجيراي على موقع ناشيونال فوتبول تيمز (الإنجليزية)